# غاري بيرغمان
غاري بيرغمان هو لاعب هوكي الجليد كندي، ولد في 7 أكتوبر 1938 في كينورا في كندا، وتوفي في 8 ديسمبر 2000.

## وصلات خارجية
- غاري بيرغمان على موقع دوري الهوكي الوطني (الإنجليزية)
- غاري بيرغمان على موقع قاعة مشاهير الهوكي (لاعب أن.إتش.أل) (الإنجليزية)
- غاري بيرغمان على موقع EliteProspects.com (الإنجليزية)
- غاري بيرغمان على موقع HockeyDB.com (الإنجليزية)
- غاري بيرغمان على موقع Hockey-Reference.com (الإنجليزية)
- غاري بيرغمان على موقع قاعة كندا للمشاهير الرياضية (الإنجليزية)